# Erdin Demir
Erdin Demir - nascido em Malmö , em 27 de março de 1990 - é um futebolista sueco que joga como defesa .

Defende atualmente as cores do Brann, Noruega.

Está na seleção sueca desde 2012.

## Ligações exteriores
- «Erdin Demir» (em sueco). Federação Sueca de Futebol - Spelarporträtt. Consultado em 16 de junho de 2013